# Emilio Menéndez Pallarés

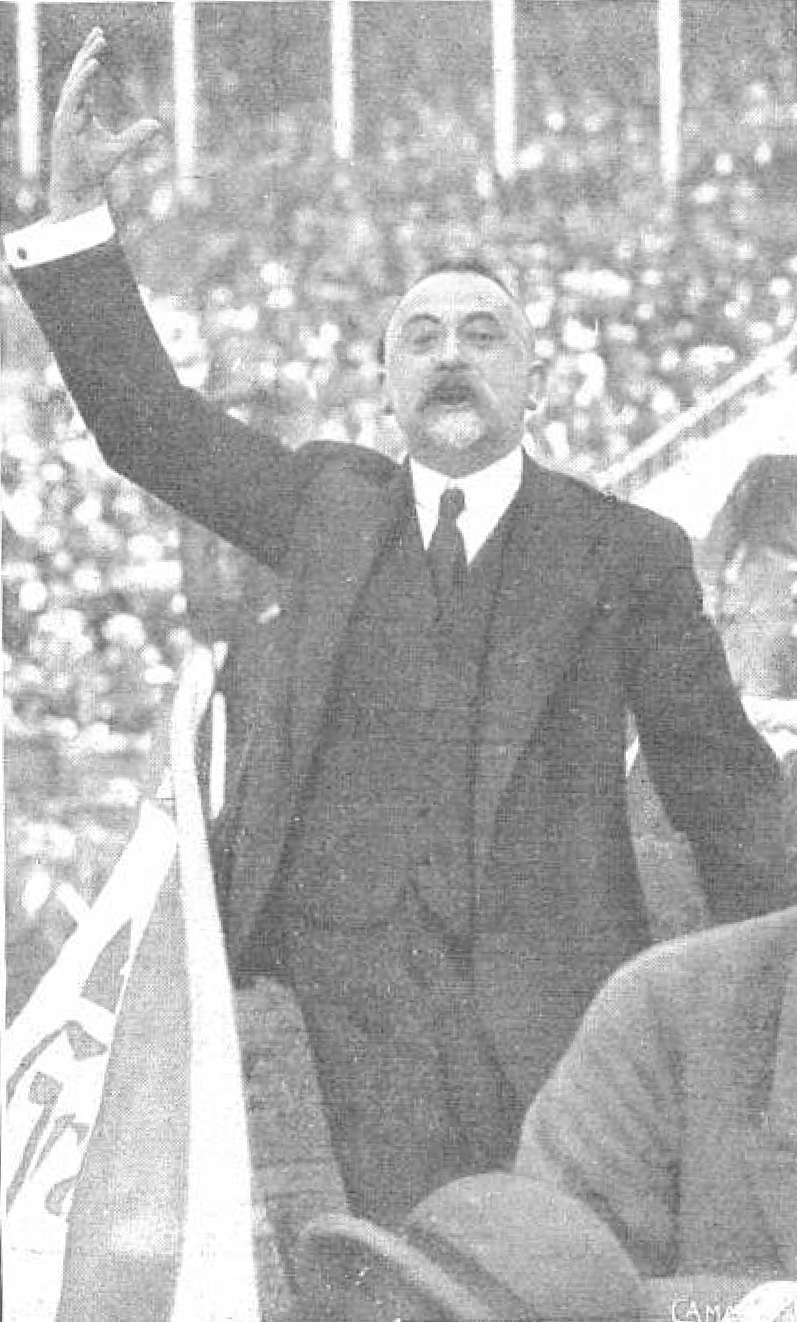
Menéndez Pallarés en 1917

Emilio Menéndez Pallarés (¿? - Madrid, 3 de septiembre de 1927) fue un abogado y político español

## Biografía
Fue doctor en Filosofía y Letras y en Derecho. Miembro de la masonería, fue gran maestre del Gran Oriente Español (1901-1904) y diputado al Congreso por el distrito electoral de Valencia en las elecciones generales de 1903 y 1905. Fue el abogado defensor de José Nakens, acusado de esconder a Mateo Morral en el proceso contra Francisco Ferrer y Guardia en junio de 1907. Gran orador, defendió también a varios imputados por la huelga general de 1917. En 1901 ejerció en Toledo la acusación particular en el caso del labriego Águedo Ramos, que había sido apuñalado en Quintanar de la Orden por un vecino con quien mantenía una disputa por unas tierras.